# As I Try Not to Fall Apart (single)
As I Try Not to Fall Apart is een nummer van de Britse indierockband White Lies uit 2021. Het is de eerste single van hun gelijknamige zesde studioalbum.
"As I Try Not to Fall Apart" is de eerste single van White Lies in twee jaar. Het nummer kent een geluid dat doet denken aan de synthpop en progressieve rock uit de jaren '80. Hoewel het nummer de Nederlandse Top 40 niet bereikte, werd het wel een radiohit in Nederland en bereikte het de 11e positie in de Verrukkelijke 15.